# Süreyya Serdengeçti
Süreyya Serdengeçti (* 7. April 1952 in Istanbul, Türkei; † 26. Juli 2025) war ein türkischer Wirtschaftswissenschaftler und ehemaliger Leiter der Türkischen Zentralbank.

## Leben
Nachdem er die Schule in Istanbul beendet hatte, studierte er Volkswirtschaft an der Technischen Universität des Nahen Osten in Ankara und erwarb 1979 seinen Bachelor-Grad. Von 1984 bis 1986 besuchte er die Vanderbilt-Universität in Nashville, Tennessee, USA und erhielt dann den Master-Grad in Volkswirtschaft. 
Serdengeçti arbeitete ab 1980 für die Zentralbank der Türkei. Zuerst war er im Schuldenabschnitt tätig. 1994 wurde er Pressesprecher und General Assistant für die Außenpolitik, die für Zahlungsbilanzen und für internationale Anstalten verantwortlich ist. Seine Ernennung zum 20. Chef der Zentralbank erfolgte durch die Koalitionsregierung am 14. März 2001. 
Serdengeçtis Amtszeit endete am 13. März 2006; er übergab den Posten an Durmuş Yılmaz. 